# Parma Calcio 1913
Parma Calcio 1913, más conocido simplemente como Parma, es un club de fútbol con sede en la ciudad homónima de Emilia-Romaña, Italia. Disputa actualmente la Serie A, primera categoría del fútbol italiano. 
Es la asociación sucesora de la primitiva Parma Football Club refundada en 2004 y que a su vez era heredera de la Parma Associazione Calcio y de la histórica Parma Associazione Sportiva fundada el 16 de diciembre de 1913. El club vigente tuvo su constitución el 28 de junio de 2015 bajo el nombre legal de Società Sportiva Dilettantistica Parma Calcio 1913 tras desaparecer por directrices jurídicas y directivas debido a su situación de bancarrota.
Es uno de los considerados clubes históricos del país transalpino ocupando el decimoquinto lugar en la clasificación histórica de la Serie A. En ella ha participado un total de veinticinco temporadas, teniendo su mejor participación en la temporada 1996-97 donde logró el subcampeonato. En su palmarés figuran tres Copas de Italia, una Supercopa de Italia y cuatro títulos internacionales: una Recopa de Europa, dos Copas de la UEFA y una Supercopa de Europa. Es así pues el cuarto club italiano más laureado a nivel continental UEFA y el decimoquinto europeo.

## Historia

### Nacimiento y primeros años
El 27 de julio de 1913, en Parma, nació el Verdi Football Club (dedicado al músico del mismo nombre), luego fue rebautizada, el 16 de diciembre de 1913, en Parma Football Club.
Después de varios campeonatos jugados en categorías regionales en 1922, el abogado Ennio Tardini inicia la construcción del estadio (más tarde que lleva su nombre, después de su muerte antes de tiempo), en 1924-25 viene el primer ascenso a la cima nacional. Permanencia que sólo dura un año, y luego continuar en la categoría de ascenso. En 1930 el club adquiere un carácter polideportivo y se conoce como Parma Associazione Sportiva a partir de aquí, el equipo competirá regularmente en la Serie B y la Serie C hasta la temporada 1953-1954, gracias a los 15 goles del atacante checoslovaco Július Korostelev y la conducción de su compatriota (y luego el entrenador) Čestmír Vycpálek, consigue el título de la Serie C y la primera promoción a la Serie B, donde permanece en el 11 años posteriores, dos jugadores importantes en esta época fueron el goleador Pablo Grass (que se consagró en la temporada 1956-57 de la Serie B el máximo goleador con 16 goles) e Ivo Cocconi, que en aquellos años suma 308 partidos con la cruzada.
En la temporada 1964-65 Parma fue relegado a la Serie C, y al año siguiente en la Serie D, si bien las gradas en el Tardini son desiertos (como las arcas corporativas), el Parma AS se puso en liquidación, un grupo de empresarios de Parma compra y cambia el nombre a Parma Football Club sin embargo esta situación no produce el efecto esperado en una temporada para olvidar donde acabó sexto de su grupo; La agonía del recién nacido Parma Football Club pronto se terminó y en vísperas de la temporada 1969-1970 la dirección renuncia a la matrícula, dejando al ciudadano fútbol a otra empresa de Parma, La Associazione Calcio Parmense, creada el año anterior (1968), una colaboración entre el empresario de la construcción Ermes Foglia y Ermes Ghidini, dirigente del Gruppo Sportivo Salvarani di Baganzola.
De esta manera el club renació el Parma comenzó la temporada 1969-1970 con su nombre. Sin embargo, desde el 1 de enero de 1970, se denominó Parma Associazione Calcio, el uso de los colores distintivos de las Cruzadas y dividido el símbolo, continuando con la tradición deportiva del antiguo club.
El regreso a la Serie C es inmediato. Los años 1970 del nuevo Parma se caracterizan por altos y bajos de la tercera división a la segunda con dos promociones resueltos a los playoffs ambos jugaron en Vicenza: en 1972-1973 contra el Udinese (2-0) y en 1978-1979 contra Triestina (3-1 con dos goles de un joven Carlo Ancelotti, que ese verano se traslada a Roma).
Incluso en los años ochenta el Parma gana dos promociones de la Serie C, la primera en 1983-84 gracias a los goles de un delantero todavía muy querido (Massimo Barbudo) y la segunda y última en 1985-86 bajo la dirección del joven entrenador Arrigo Sacchi. Estos son los años de la presidencia de la inolvidable Ernesto Ceresini que, tras el nuevo contrato de patrocinio con la experiencia Parmalat lograría a finales de la década en 1989-90 el gran objetivo bajo la conducción de Nevio Scala, alcanzando el 4 º lugar y es promovido a la Serie A.

### Años dorados (1990-2002)
En su primera temporada en la primera división obtiene el 6.º lugar (aunque empatado en puntos con el quinto lugar: Torino) y la clasificación a la Copa de la UEFA. Al año siguiente obtuvo el 7 puesto y ganó su primer trofeo, la Copa de Italia, al derrotar, en un doble final, a la Juventus (1-0 pierde en la ida, por 2-0 en la vuelta gana el título). Pero pierde 2-1 la Supercopa de Italia contra el Milan. En el tercer año en la máxima categoría consigue su primer podio (3.º lugar), pero algo aún mejor lo esperaba, consigue su primer título internacional: la Recopa de Europa. También consigue la Supercopa Europea. El siguiente año vuelve a llegar a la final de la Recopa de Europa pero esta vez la pierde a manos del Arsenal, en el campeonato finaliza 5.º En la siguiente temporada consigue el subcampeonato en la liga finalizando detrás de la Juventus, llega a la final de la Copa Italia, pero pierde contra la Juventus y también pierde la supercopa italiana contra los de Turín, sin embargo logra vencerlo en la final de la Copa de la UEFA. Después de tres años sin trofeos consigue dos en un mismo año: La Copa de la UEFA en 1999 y la Copa Italia del mismo año. Consigue después de tres intentos la Supercopa de Italia. Dos años más tarde pierde nivel a pesar de consagrarse campeón por tercera vez de la Copa Italia al derrotar a la Juventus. Pierde la Supercopa de Italia contra un viejo conocido, la Juventus, enfrentándose así en 5 finales (2 Copas Italia, 2 Supercopas de Italia y una Copa de la UEFA).

### Tiempos difíciles (2004-2008)
Esa es la última temporada que ve a Parma Campeón, después de dos finales consecutivas y un 5.º puesto en la liga, se salva del descenso en el play-off contra el Bologna FC. Al año siguiente, el Parma termina 10.º, pero las sentencias de la CAF Calciopoli sobre el caso lo llevó a un 7.º lugar, y luego otra vez a la Copa de la UEFA. La temporada siguiente vio al Parma alcanzar el 12.º lugar, después de luchar mucho tiempo para escapar del descenso. Pero luego regresa a la Serie B tras perder el último partido contra el Inter, victoria que a los Milaneses los consagra campeones y derrota que al Parma lo relega a un 19.º puesto por lo cual desciende.
El amarillo y azul, sin embargo, obtiene el 2.º puesto en la Serie B, de inmediato recupera la categoría. De vuelta en la primera división en la temporada 2009-2010, Parma llegó a un 8.º lugar, luchando por lograr un lugar en la clasificación a las competiciones europeas.

### Nueva bancarrota (2015)
Tras declararse casi en quiebra y con una deuda estimada de algo más de 220 millones de euros, el 21 de febrero de 2015 fue suspendido el partido contra Udinese correspondiente a la fecha 24 de la Liga Italiana debido a no poder cubrir los gastos para la seguridad del público. El 6 de marzo la liga italiana le otorga un préstamo de 5 millones de euros para que pudieran terminar la temporada, pero previamente a esto los futbolistas se negaron a viajar a Génova para enfrentar al Genoa. El Parma volvió a jugar en la fecha 26 visitando al Sassuolo y perdió 4 a 1. El 18 de marzo, el presidente del club, Giampietro Manenti, es arrestado por fraude y lavado de dinero. Tan solo un día después, el 19 de marzo, el Parma se declara en bancarrota. En la Jornada 33, a falta de 5, queda confirmado su descenso de la Serie A al ser vapuleado 4-0 en su visita a la Lazio el 29 de abril. El 22 de junio del 2015, el club dejó de existir oficialmente. Sin embargo, luego el club retornó con otra personalidad jurídica compitiendo entonces en la Serie D como fútbol amateur en la temporada 2015-2016, bajo el nombre de Parma Calcio 1913.
El primer partido del "nuevo" Parma en Serie D se disputó el 6 de septiembre de 2015 contra el Union Arzignano Chiampo, en condición de visitante, cuyo resultado fue 0-1 favorable al club parmesano. El 30 del mismo mes, avanzó en su debut de Copa Italia de Serie D al derrotar 3-2 al Ribelle. El promedio de asistencia ha sido de aproximadamente 10 100 aficionados por juego en condición de local, todo un récord de la liga amateur. Fue ascendido a la Serie C al finalizar primero en el Grupo D de la temporada.
En la 2016-17, participó en la Lega Pro, y finalmente ascendió a la Serie B tras derrotar al Alessandria como ganador de los repechajes de ascenso.

### Ascenso a la Serie A (2018)
El día 18 de mayo, logra el ascenso a la Serie A, luego de derrotar 2-0 a La Spezia con goles de Fabio Ceravolo y Ciciretti. Sin embargo, debía esperar que el Frosinone no sumara de a 3 frente al Foggia. Al final del cotejo, el Frosinone (Paganini 68', 73') empata 2-2 al Foggia (Mazzeo, Floriano 89'), permitiendo que el Parma logre el ansiado regreso a la Serie A.
En la historia del fútbol italiano, nunca antes un equipo había obtenido tres promociones consecutivas en tres categorías diferentes. El 3 de mayo de 2021, desciende a la Serie B después de tres temporadas en la Serie A siendo el primer descenso desde que se refundó el club.

## Rivalidades
Parma mantiene muchas rivalidades por su ubicación geográfica.
Una de ellas y más tradicional es su vecino más cercano, el AC Reggiana. Donde se han enfrentado muchas veces en distintas competiciones italianas.
Otra rivalidad ferviente es con AC Fiorentina. Justamente el Parma tuvo su máximo apogeo durante la década de 1990, coincidiendo con una Fiorentina de alto nivel a nivel nacional e internacional.
Otro enfrentamiento con mucha tensión, es contra Bolonia FC, otro vecino cercano en donde ambos compiten para ver quién es el más grande de la zona.
Parma también mantiene rivalidad con US Sassuolo, un club que se asentó en la máxima categoría del fútbol italiano, y también, vecino cercano.
Además, el Parma mantiene rivalidades menores con SPAL, US Cremonese, Módena FC, Carpi FC y Mantova FC.
Sus aficionados tienen mala relación con la afición del Spezia Calcio, Sampdoria y Genoa CFC.

## Indumentaria
- Uniforme titular: Camiseta blanca con cruz negra, pantalón blanco y medias blancas.
- Uniforme alternativo: Camiseta a rayas horizontales azules y amarillas, pantalón azul y medias azules.
- Tercer uniforme: Camiseta negra con cruz dorada, pantalón negro y medias negras.

## Estadio

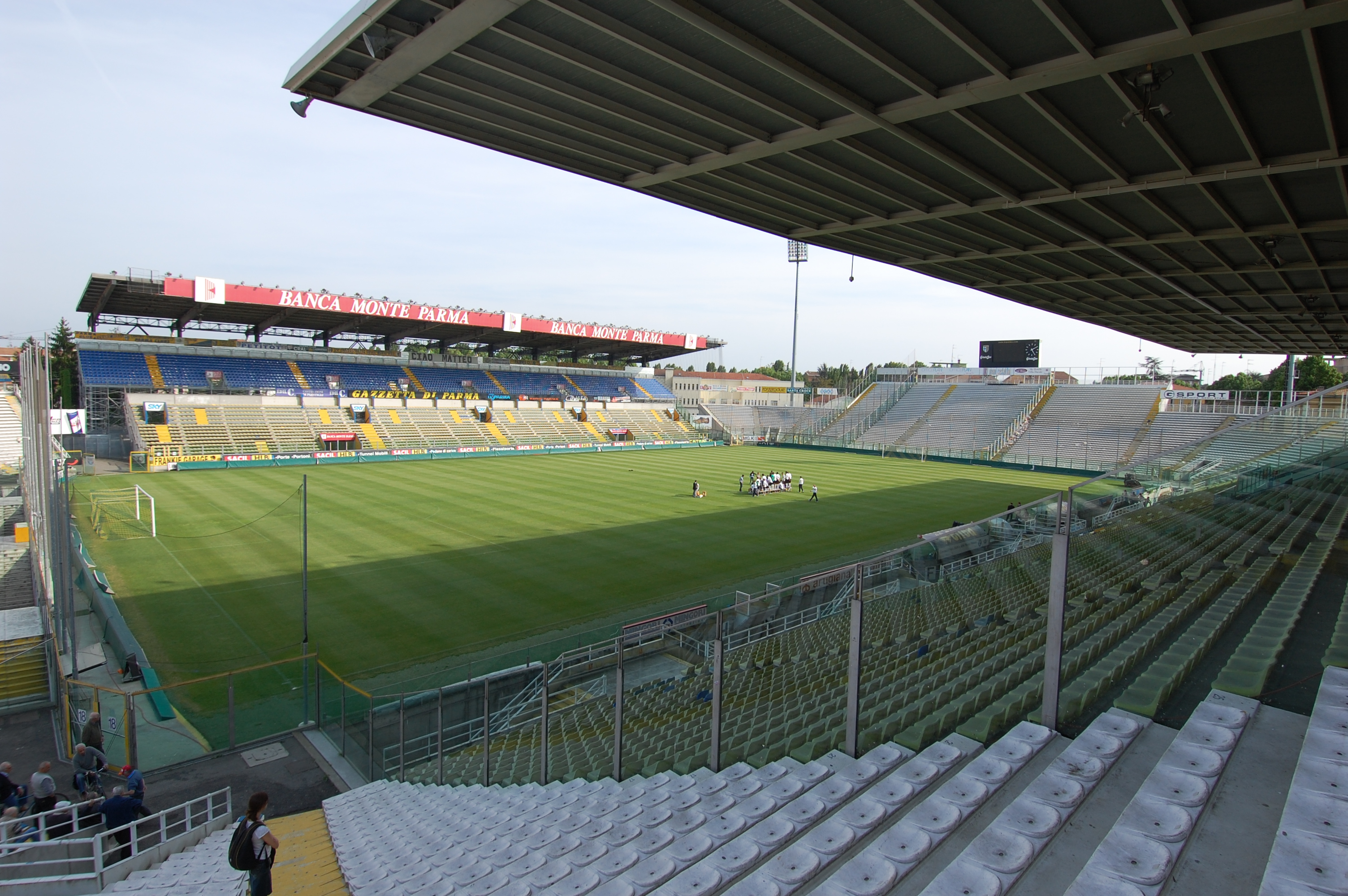
Estadio Ennio Tardini.

### Titular
| 1913-1951 | 1991-1992 | 1992-1993 | 1993-1995 | 1995-1997 | 1997-1998 | 1998-1999 | 1999-2000 | 2000-2001 |

| 2001-2003 | 2003-2004 | 2004-2006 | 2006-2007 | 2007-2008 | 2008-2009 | 2009-2010 | 2010-2011 | 2011-2012 |

| 2012-2013 | 2013-2014 | 2014-2015 | 2015-2016 | 2016-2017 | 2017-2018 | 2018-2019 | 2019-2020 | 2020-2021 |

| 2021-2022 | 2022-2023 | 2023-2024 | 2024-2025 | 2025-2026 |

### Patrocinio
| Periodo   | Proveedor                                                       | Patrocinador                                            |
| --------- | --------------------------------------------------------------- | ------------------------------------------------------- |
| 1913-81   | Ninguno                                                         | Ninguno                                                 |
| 1981-84   |                                                                 | Prosciutto di Parma                                     |
| 1984-87   | Umbro                                                           | Prosciutto di Parma                                     |
| 1987-95   | Umbro                                                           |                                                         |
| 1995-98   |                                                                 |                                                         |
| 1998-99   | Lotto                                                           |                                                         |
| 1999-2004 | Champion                                                        |                                                         |
| 2004      | Champion                                                        | CariParma                                               |
| 2004-05   | Champion                                                        | Champion                                                |
| 2005      | Champion                                                        | Tecnocasa, Fidenza Village, Abo Project, Silver Cross   |
| 2006-23   |                                                                 | Tecnocasa, Fidenza Village, Abo Project, Silver Cross   |
| 2006-07   | Gimoka, Play Radio                                              |                                                         |
| 2007-08   | Kome, Il Granchio, Il Correggio, Il Gondolino                   |                                                         |
| 2008-09   | Banca Monte Parma, Metella                                      |                                                         |
| 2009-15   | Navigare, Banca Monte Parma, Vorwerk Folletto                   |                                                         |
| 2015-16   | Navigare, Folletto, , Colser                                    |                                                         |
| 2016-17   | , Folletto, Viva la Mamma Beretta, Colser                       |                                                         |
| 2017-19   | Cetilar, , Viva la Mamma Beretta, Colser                        |                                                         |
| 2019-20   | Cetilar, Lewer, Viva la Mamma Beretta, Canovi Coperture         |                                                         |
| 2020-23   | Cetilar, Old Wild West, Viva la Mamma Beretta, Canovi Coperture |                                                         |
| 2023-24   |                                                                 | Prometeon, Classic Football Shirts, inX.aero, Euro Pool |

## Datos del club
- Temporadas en la Serie A: 31
- Puesto histórico: 16°
- Temporadas en la Serie B: 36
- Temporadas en la Serie C: 32
- Temporadas en la Serie D: 5
- Mejor puesto en Serie A: 2°
- Peor puesto en Serie A: 20° (2014-15)
- Mayor número de goles en una Temporada: 57 (2003/04).
- Máximo goleador en Serie A: Hernán Crespo (94).
- Más partidos disputados en Serie A: Antonio Benarrivo (258).

### Denominaciones
- Verdi Foot Ball Club: (27 de julio de 1913)
- Parma Foot Ball Club: (16 de diciembre de 1913)
- Parma Associazione Sportiva: (1930)
- Parma Football Club: (1968)
- Associazione Calcio Parmense: (1969-70)
- Parma Associazione Calcio: (1 de enero de 1970)
- Parma Football Club S.p.A.: (25 de junio de 2004)
- Parma Calcio 1913: (28 de junio de 2015 - Presente)

## Entrenadores
| Nombre | Período |
| --- | ------- |
| Violi Porcelli Spaggiari | 1919–20 |
| Percy Humphrey | 1920–21 |
| Adolf Riebe | 1921–23 |
| Guido Ara | 1923–24 |
| Arturo Gobbi (1.ª-?) Giuseppe Forlivesi (?-20.ª)                                                                                      | 1924–25 |
| Carlo Achatzi | 1925–26 |
| Medardo Ghini (1.ª-?) Johann Strnad (?-18.ª)                                                                                          | 1926–27 |
| Emilio Grossi | 1927–28 |
| Raoul Violi | 1928–29 |
| Emilio Grossi | 1929–30 |
| Armand Halmos | 1930–31 |
| Emilio Grossi | 1931–32 |
| Carlo Crotti | 1932–33 |
| Tito Mistrali | 1933–36 |
| Alfredo Mattioli | 1936–37 |
| Elvio Banchero | 1937–38 |
| Pál Szalay | 1938–39 |
| József Wereb | 1939–40 |
| Alfredo Mattioli | 1941–42 |
| Italo Defendi (1.ª-?) Alfredo Mattioli (?-22.ª)                                                                                       | 1942–43 |
| Alfredo Mattioli | 1943–44 |
| Giuseppe Carlo Ferrari | 1945–46 |
| Renato Cattaneo (1.ª-?) Venuto Lombatti (?-?) Ricardo Frione (?-?) Tito Mistrali (?-42.ª)                                             | 1946–47 |
| Bruno Dentelli (1.ª-?) Giovanni Mazzoni (?-?) Jenő Dietrich (?-34.ª)                                                                  | 1947–48 |
| Renato Cattaneo (1.ª-?) Pietro Giuberti (?-?) Tito Mistrali (?-?) Giuseppe Ferrari (?-?) Venuto Lombatti (?-?) Carlo Rigotti (?-42.ª) | 1948–49 |
| Carlo Rigotti | 1949–50 |
| Giovanni Mazzoni (1.ª-?) Dante Boni (?-?) Alfredo Mattioli (?-38.ª)                                                                   | 1950–51 |

| Nombre                                                                                | Período |
| ------------------------------------------------------------------------------------- | ------- |
| Paolo Tabanelli                                                                       | 1951–53 |
| Carlo Alberto Quario                                                                  | 1953–54 |
| Ivo Fiorentini                                                                        | 1954–56 |
| Gino Giuberti (1.ª-7.ª) Čestmír Vycpálek (8.ª-38.ª)                                   | 1956–57 |
| Čestmír Vycpálek                                                                      | 1956–58 |
| Guido Mazzetti                                                                        | 1958–59 |
| Guido Mazzetti (1.ª-28.ª) Mario Genta (29.ª-38.ª)                                     | 1959–60 |
| Mario Genta                                                                           | 1960–62 |
| Mario Genta (1.ª-17.ª) Ugo Canforini (18.ª-38.ª)                                      | 1962–63 |
| Ugo Canforini (1.ª-4.ª) Volturno Diotallevi (5.ª-11.ª) Arnaldo Sentimenti (12.ª-38.ª) | 1963–64 |
| Bruno Dazzi (1.ª-10.ª) Bruno Arcari (11.ª-38.ª)                                       | 1964–65 |
| Ivano Corghi (1.ª-?) Dante Boni (?-38.ª)                                              | 1965–66 |
| Dante Boni (1.ª-?) Sergio Brighenti (?-34.ª)                                          | 1966–67 |
| Giancarlo Vitali                                                                      | 1967–68 |
| Dante Boni (1.ª-?) Benito Lorenzi (?-34.ª)                                            | 1968–69 |
| Giancarlo Vitali (1.ª-?) Stefano Angeleri (?-34.ª)                                    | 1969–70 |
| Stefano Angeleri                                                                      | 1970–71 |
| Stefano Angeleri (1.ª-?) Antonio Soncini (?-38.ª)                                     | 1971–72 |
| Giorgio Sereni                                                                        | 1973–74 |
| Giorgio Sereni (1.ª-33.ª) Renato Gei (34.ª-38.ª)                                      | 1974–75 |
| Giovanni Meregalli                                                                    | 1975–76 |
| Tito Corsi (1.ª-?) Bruno Mora (?-38.ª)                                                | 1976–77 |
| Gianni Corelli (1.ª-?) Giorgio Visconti (?-38.ª)                                      | 1977–78 |
| Graziano Landoni (1.ª-24.ª) Cesare Maldini (25.ª-34.ª)                                | 1978-79 |
| Cesare Maldini (1.ª-21.ª) Domenico Rosati (22.ª-38.ª)                                 | 1979–80 |
| Domenico Rosati (1.ª-?) Giorgio Sereni (?-34.ª)                                       | 1980–81 |
| Giancarlo Danova                                                                      | 1981–82 |

| Nombre | Período   |
| --- | --------- |
| Giancarlo Danova (1.ª-?) Bruno Mora (?-34.ª)                                                                                          | 1982–83   |
| Marino Perani | 1983–84   |
| Marino Perani (1.ª-16.ª) Silvano Flaborea y Pietro Carmignani (17.ª-34.ª)                                                             | 1984-85   |
| Arrigo Sacchi | 1985–87   |
| Zdeněk Zeman (1.ª-7.ª) Giampieri Vitali (8.ª-38.ª)                                                                                    | 1987-88   |
| Giampieri Vitali | 1988–89   |
| Nevio Scala | 1989–96   |
| Carlo Ancelotti | 1996–98   |
| Alberto Malesani | 1998–00   |
| Alberto Malesani (1.ª-13.ª) Arrigo Sacchi (14.ª-16.ª) Renzo Ulivieri (17.ª-34.ª)                                                      | 2000-01   |
| Renzo Ulivieri (1.ª-5.ª) Pietro Carmignani (6.ª) Renzo Ulivieri (7.ª-9.ª) Daniel Passarella (10.ª-15.ª) Pietro Carmignani (16.ª-34.ª) | 2001-02   |
| Cesare Prandelli | 2002–04   |
| Silvio Baldini (1.ª-15.ª) Pietro Carmignani (16.ª-38.ª)                                                                               | 2004–05   |
| Mario Beretta | 2005–06   |
| Stefano Pioli (1.ª-23.ª) Claudio Ranieri (24.ª-38.ª)                                                                                  | 2006–07   |
| Domenico Di Carlo (1.ª-27.ª) Héctor Cúper (28.ª-37.ª) Andrea Manzo (38.ª)                                                             | 2007–08   |
| Luigi Cagni (1.ª-6.ª) Francesco Guidolin (7.ª-42.ª)                                                                                   | 2008-09   |
| Francesco Guidolin | 2009–10   |
| Pasquale Marino (1.ª-31.ª) Franco Colomba (32.ª-38.ª)                                                                                 | 2010–11   |
| Franco Colomba (1.ª-17.ª) Roberto Donadoni (18.ª-38.ª)                                                                                | 2011–12   |
| Roberto Donadoni | 2012–15   |
| Luigi Apolloni | 2015-16   |
| Luigi Apolloni (1.ª-14.ª) Stefano Morrone (15.ª-16.ª) Roberto D'Aversa (17.ª-38.ª)                                                    | 2016-17   |
| Roberto D'Aversa | 2017-20   |
| Fabio Liverani (1.ª-16.ª) Roberto D'Aversa (17.ª-)                                                                                    | 2020-2021 |
| Enzo Maresca (1.ª-13.ª) Giuseppe Iachini (14.ª-)                                                                                      | 2021-     |

## Récords
Los periodistas han señalado reiteradamente que, a diferencia de los demás equipos italianos, Parma ha estado presente cada año en Europa en el intervalo 1991-2005. Además, es uno de los dos equipos (junto con el Borussia Mönchengladbach y el Villarreal) de ciudades de menos de 200.000 habitantes con grandes conquistas a nivel europeo.[cita requerida] Parma es el único equipo italiano que ha ganado más trofeos internacionales que ligas nacionales.

### Más apariciones y máximos goleadores en la historia
| Goleadores | Goleadores                                | Goleadores | Presencias | Presencias           | Presencias   |
| ---------- | ----------------------------------------- | ---------- | ---------- | -------------------- | ------------ |
| 1.         | Hernán Crespo                             | 94 goles   | 1.         | Luigi Apolloni       | 385 partidos |
| 2.         | Alessandro Melli                          | 73 goles   | 2.         | Antonio Benarrivo    | 362 partidos |
| 3.         | Gianfranco Zola                           | 63 goles   | 3.         | Lorenzo Minotti      | 354 partidos |
| 4.         | Marco Di Vaio                             | 57 goles   | 4.         | Alessandro Lucarelli | 349 partidos |
| 5.         | Alberto Gilardino                         | 56 goles   | 5.         | Alessandro Melli     | 294 partidos |
| 6.         | Enrico Chiesa                             | 55 goles   | 6.         | Fabio Cannavaro      | 288 partidos |
| 7.         | Faustino Asprilla                         | 43 goles   | 7.         | Néstor Sensini       | 272 partidos |
| 8.         | Paolo Erba / Marco Osio / Lorenzo Minotti | 35 goles   | 8.         | Gianluigi Buffon     | 265 partidos |
| 9.         | Emanuele Calaiò / Yves Baraye             | 32 goles   | 9.         | Roberto Mussi        | 244 partidos |
| 10.        | Tomas Brolin                              | 31 goles   | 10.        | Dino Baggio          | 240 partidos |

### Más apariciones y máximos goleadores en Liga
El jugador de Parma que tuvo más apariciones en liga es Alessandro Lucarelli, con 333 presencias, y el que más goles convirtió para los parmesanos es Hernán Crespo, que anotó 94 goles.
| Jugador           | Goles | Jugador              | Presencias |
| ----------------- | ----- | -------------------- | ---------- |
| Hernán Crespo     | 94    | Alessandro Lucarelli | 333        |
| William Bronzoni  | 78    | Ermes Polli          | 310        |
| Luciano Degara    | 62    | Ivo Cocconi          | 307        |
| Alessandro Melli  | 56    | Luigi Apolloni       | 304        |
| Stocchi           | 52    | Lorenzo Minotti      | 280        |
| Alberto Gilardino | 50    | Antonio Benarrivo    | 258        |
| Július Korostelev | 49    | Giovanni Mazzoni     | 242        |
| Alberto Rizzati   | 49    | Giovanni Colonnelli  | 242        |
| Gianfranco Zola   | 49    | Alessandro Melli     | 241        |
| Fabio Bonci       | 44    | Augusto Ponticelli   | 236        |

Los jugadores que aún se encuentran en actividad están señalados con negrita.

## Palmarés

### Torneos nacionales (4)
| Competiciones nacionales         | Títulos                             | Subcampeonatos                                        |
| -------------------------------- | ----------------------------------- | ----------------------------------------------------- |
| Primera División de Italia (0/1) |                                     | 1996-97.                                              |
| Copa de Italia (3/2)             | 1991-92, 1998-99, 2001-02.          | 1994-95, 2000-01.                                     |
| Supercopa de Italia (1/3)        | 1999.                               | 1992, 1995, 2002.                                     |
|                                  |                                     |                                                       |
| Segunda División de Italia (1/4) | 2023-24.                            | 1924-25, 1928-29, 2008-09, 2017-18.                   |
| Tercera División de Italia (4/6) | 1953-54, 1972-73, 1983-84, 1985-86. | 1949-50, 1971-72, 1975-76, 1976-77, 1978-79, 2016-17. |
| Cuarta División de Italia (2/0)  | 1969-70, 2015-16.                   |                                                       |

### Torneos internacionales (4)
| Competiciones internacionales | Títulos           | Subcampeonatos |
| ----------------------------- | ----------------- | -------------- |
| Liga Europa (2/0)             | 1994-95, 1998-99. |                |
| Recopa de Europa (1/1)        | 1992-93.          | 1993-94.       |
| Supercopa de Europa (1/0)     | 1993.             |                |

Nota: en negrita competiciones vigentes en la actualidad.

### Torneos internacionales amistosos
- Kremlin Cup: 1994[16]
- Memorial Mario Cecchi Gori: 1994[17]
- Triangolare di Trento (2): 1994, 1997[18]
- Parmalat Cup: 1995[19]
- Trofeo Ciudad de Zaragoza: 1998
- Trofeo Birra Moretti: 1999[20]
- Trofeo Valle d'Aosta: 2000[21]
- Trofeo Naranja (2): 2000, 2007
- Trofeo Ciudad de Barcelona: 2003
- Trofeo Vittorio Mero: 2004[22]
- Trofeo Colombino: 2007
- Trofeo Memorial Antonelli: 2013

### Torneos Divisiones Menores
- Torneo Città di Vignola: 2001, 2013
- Subcampeón Torneo de Viareggio (1): 1996

## Filmografía
- Reportaje Movistar+ (23/02/2015), «Fiebre Maldini: 'El Parma de la UEFA 1999'» en Plus.es
- Reportaje Movistar+ (09/03/2015), «Fiebre Maldini: 'El Parma de la UEFA 1995'» en Plus.es[23]